# دوري مونتسرات لكرة القدم 2016
دوري مونتسرات لكرة القدم 2016 هو موسم من دوري مونتسرات لكرة القدم. فاز فيه Royal Montserrat Police Force FC ‏.